# Monteverdi Hai
Monteverdi Hai är en sportbil, tillverkad av den schweiziska biltillverkaren Monteverdi mellan 1970 och 1973.

## Monteverdi Hai
På Internationella bilsalongen i Genève 1970 visade Peter Monteverdi upp den avancerade sportvagnen Hai 450 SS. Bilens chassi hade hjulupphängningar från 375-modellen, med De Dion-axel bak, men motorn hade placerats i mitten. Bilen hade en 426 Hemi-motor från Chrysler.
Tre år senare visades Hai 450 GTS, med längre hjulbas för rymligare interiör. Troligen byggdes inte fler än dessa två prototyper.